# Gasolin' (UK-udgave)
Gasolin' er Gasolin's første album på engelsk, som udkom i 1974.

## Spor
1. "Lucky Linda"
2. "If You Dare"
3. "Quasimodo`s Song"
4. "Lilli-Lilli"
5. "It Was Inga, Katinka And Groovy Charlie On His Harley"
6. "The Big Hullabaloo"
7. "The Cat"
8. "Stark Raving Mad"
9. "Sju-Bi-Du-Bi-Man"